# 휴 길린
휴 길린(Hugh Gillin, 1925년 7월 14일 ~ 2004년 5월 4일)은 미국의 배우이다.
샌디에이고에서 사망하였다.

## 출연 작품
- 백 투 더 퓨처 3 (1990년)
- Elvira, Mistress of the Dark (1988)
- 나는 외계인 (1988, Doin' Time on Planet Earth)
- 트랙스 (1988년)
- 비정의 탐정 (1987년)
- 집행자 (1986년)
- 싸이코 3 (1986년)
- 싸이코 2 (1983년) - 보안관 존 헌트 역
- 에어플레인 2 (1982년)
- 칼리의 아들 (1981년)
- 10월의 첫 월요일 (1981년)
- 우정의 마이애미 (1980년)
- 로즈 (1979년)
- 내일을 향해 쏴라 2 (1979년)
- 페이퍼 문 (1973년)

### 텔레비전
- 형사 Q (1978-82)